# Bahnradsport-Weltmeisterschaften 1989
Die Bahnradsport-Weltmeisterschaften 1989 fanden 1989 in Lyon statt.
Auf dem Programm standen 15 Entscheidungen, zwölf für Männer (fünf für Profis, sieben für Amateure) und drei für Frauen. Für die Frauen wurde bei dieser WM zum ersten Mal das Punktefahren ausgetragen.

## Resultate

### Frauen
| Disziplin                | Platz | Athlet             |
| ------------------------ | ----- | ------------------ |
| Sprint                   | 1     | Erika Salumäe      |
|                          | 2     | Galina Jenjuchina  |
|                          | 3     | Isabelle Gautheron |
| Einerverfolgung (3000 m) | 1     | Jeannie Longo      |
|                          | 2     | Petra Rossner      |
|                          | 3     | Barbara Ganz       |
| Punktefahren             | 1     | Jeannie Longo      |
|                          | 2     | Barbara Ganz       |
|                          | 3     | Janie Eickhoff     |

### Männer

#### Profis
| Disziplin            | Platz | Athlet                                    |
| -------------------- | ----- | ----------------------------------------- |
| Sprint               | 1     | Claudio Golinelli                         |
|                      | 2     | Yūichirō Kamiyama                         |
|                      | 3     | Hideyuki Matsui                           |
| Keirin               | 1     | Claudio Golinelli                         |
|                      | 2     | Patrick Da Rocha                          |
|                      | 3     | Masatoshi Sako                            |
| Einerverfolgung      | 1     | Colin Sturgess                            |
|                      | 2     | Dean Woods                                |
|                      | 3     | Régis Clère                               |
| Punktefahren (50 km) | 1     | Urs Freuler                               |
|                      | 2     | Gary Sutton                               |
|                      | 3     | Martin Penc                               |
| Steherrennen         | 1     | Giovanni Renosto (hinter Walter Corradin) |
|                      | 2     | Walter Brugna                             |
|                      | 3     | Torsten Rellensmann                       |

#### Amateure
| Disziplin                      | Platz | Athlet(en)                                                                                      |
| ------------------------------ | ----- | ----------------------------------------------------------------------------------------------- |
| Sprint                         | 1     | Bill Huck                                                                                       |
|                                | 2     | Michael Hübner                                                                                  |
|                                | 3     | Nikolai Kowsch                                                                                  |
| Zeitfahren (1000 m)            | 1     | Jens Glücklich                                                                                  |
|                                | 2     | Martin Vinnicombe                                                                               |
|                                | 3     | Alexander Kiritschenko                                                                          |
| Tandem                         | 1     | Fabrice Colas / Frédéric Magné                                                                  |
|                                | 2     | Jiří Iliek / Lubomír Hargaš                                                                     |
|                                | 3     | Andrea Faccini / Federico Paris                                                                 |
| Einerverfolgung (4000 m)       | 1     | Wjatscheslaw Jekimow                                                                            |
|                                | 2     | Jens Lehmann                                                                                    |
|                                | 3     | Steffen Blochwitz                                                                               |
| Mannschaftsverfolgung (4000 m) | 1     | Deutsche Demokratische Republik (Steffen Blochwitz / Thomas Liese / Carsten Wolf / Guido Fulst) |
|                                | 2     | Sowjetunion (Wjatscheslaw Jekimow / Jewgeni Berzin / Dimitri Neljubin / Michail Orlow)          |
|                                | 3     | Italien (Marco Villa / Giovanni Lombardi, Ivan Cerioli / David Solari)                          |
| Punktefahren (50 km)           | 1     | Marat Satybaldijew                                                                              |
|                                | 2     | Fabio Baldato                                                                                   |
|                                | 3     | Leo Peelen                                                                                      |
| Steherrennen (50 km)           | 1     | Roland Königshofer (hinter Karl Igl)                                                            |
|                                | 2     | Tonino Vittigli                                                                                 |
|                                | 3     | Thomas Königshofer (hinter Günter Kerger)                                                       |

## Medaillenspiegel
|    | Nation                          |   |   |   | Gesamt |
| -- | ------------------------------- | - | - | - | ------ |
| 1  | Italien                         | 3 | 3 | 2 | 8      |
| 2  | Deutsche Demokratische Republik | 3 | 3 | 1 | 7      |
| 3  | Sowjetunion                     | 3 | 2 | 2 | 7      |
| 4  | Frankreich                      | 3 | 1 | 2 | 6      |
| 5  | Schweiz                         | 1 | 1 | 1 | 3      |
| 6  | Österreich                      | 1 |   | 1 | 2      |
| 7  | Großbritannien                  | 1 |   |   | 1      |
| 8  | Australien                      |   | 3 |   | 3      |
| 9  | Japan                           |   | 1 | 2 | 3      |
| 10 | Tschechien                      |   | 1 | 1 | 2      |
| 11 | BR Deutschland                  |   |   | 1 | 1      |
| 11 | Vereinigte Staaten              |   |   | 1 | 1      |
| 11 | Niederlande                     |   |   | 1 | 1      |